# Pero cama
Pero cama là một loài bướm đêm trong họ Geometridae.